# Volcan de boue de Sidoarjo
Pour les articles homonymes, voir Sidoarjo.
Le volcan de boue de Sidoarjo est un volcan de boue d'Indonésie situé dans l'est de l'île de Java, au sud de la capitale provinciale de Surabaya. Ce volcan de boue est né le 28 mai 2006 dans le kabupaten de Sidoarjo, une zone densément peuplée et cultivée. Les coulées ont enseveli à de nombreuses reprises des villages, des voies de communication et des champs malgré la construction de nombreuses digues de rétention, constituant une des plus grandes catastrophes économiques et écologiques de l'Indonésie.

## Toponymie
Le volcan de boue de Sidoarjo tire son nom du kabupaten dans lequel il est localisé, Sidoarjo, et de son chef-lieu situé juste au nord, Sidoarjo.
En indonésien, le volcan de boue est appelé banjir lumpur panas Sidoarjo ou lumpur Sidoarjo, littéralement « boue de Sidoarjo », abrégé en Lusi, mais aussi lumpur Lapindo du nom de Lapindo Brantas, la compagnie pétrolière suspectée d'être à l'origine du volcan.

## Contexte

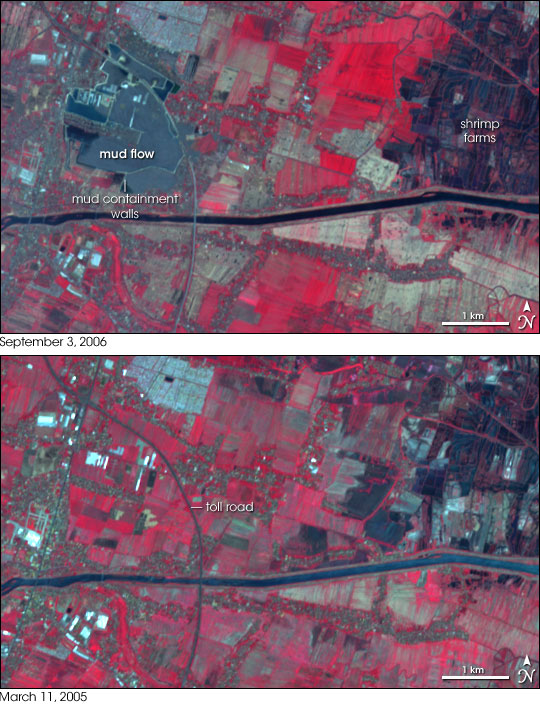
Image satellite pendant (le 3 septembre 2006) et avant (le 11 mars 2005) l'éruption.

Le bassin géologique de l'est de Java contient des réserves appréciables de pétrole et de gaz naturel. Le district de Porong, à 14 km au sud de la ville de Sidoarjo, au sud de Surabaya, constitue ce que l'industrie pétrolière indonésienne appelle le Brantas Production Sharing Contract Area, une zone de quelque 7 250 km2 dans laquelle se trouvent trois champs pétroliers et gaziers : Wunut, Carat et Tanggula Angin. En 2006, trois compagnies, les indonésiennes PT Lapindo Brantas et Medco Energi ainsi que l'australienne Santos Limited (qui détiennent respectivement 50 %, 32 % et 18 % de l'exploitation), obtiennent les droits d'exploration et de production sur cette zone, PT Lapindo Brantas étant l'opérateur, c'est-à-dire la compagnie menant les opérations. PT Lapindo Brantas est une filiale du groupe Bakrie, qui appartient à Aburizal Bakrie (en), homme d'affaires et ministre au sein du gouvernement, et à ses frères.

## Déroulement de l'éruption

### Déclenchement
Le 28 mai 2006, alors qu'un forage de PT Lapindo Brantas vise un gisement de gaz, la tige de forage traverse une épaisse couche d'argile entre 500 et 1 300 mètres de profondeur, puis des sables, des schistes, des débris volcaniques et des roches de carbonate perméables. À 5 h, heure locale (UTC+07:00), la tige atteint la profondeur de 2 834 mètres. De l'eau, de la vapeur et de petites quantités de gaz entrent alors en éruption en un emplacement situé à environ 200 mètres au sud-ouest du forage. Deux autres éruptions se produisent les 2 et 3 juin à environ 800 à 1 000 mètres au nord-ouest du puits, mais s'arrêtent le 5 juin. Lors de ces éruptions, du sulfure d'hydrogène s'échappe.

### Gestion de l'éruption
Plusieurs solutions sont envisagées, mais aucune ne porte ses fruits. Les ouvriers jettent par exemple de grosses boules de béton dans le cratère, en espérant qu'elles coulent et qu'elles bouchent le conduit. Ce projet est abandonné car, en plus d'être inefficace, il risque de faire augmenter la pression, et de provoquer l'apparition d'autres volcans de boue dans les environs. La dernière idée en date est japonaise : construire une cheminée autour du cratère, d'une hauteur de 40 mètres, recouverte d'une sorte de toit. Les experts des autres pays restent sceptiques.

## Origine de l'éruption
La thèse initiale est celle d'un accident de forage de la compagnie Lapindo-Brantas, qui aurait mal maîtrisé la décompression d'une poche d'hydrocarbure. Cette thèse de l'erreur humaine est à nouveau confirmée par une étude scientifique publiée en 2008 par Richard Davies, géologue à l'université de Durham au Royaume-Uni, qui rejette les causes naturelles avancées jusqu'alors,.
Toutefois, certains géologues soutiennent que cette thèse n'est pas compatible avec les volumes de boue rejetés. Ils avancent une explication « naturelle » :
- la zone est géologiquement très active, puisqu'elle associe des phénomènes de subduction, d'hydrothermalisme et de volcanisme, d'anciens volcans de boue existent dans la région, et ils seraient situés sur la même faille que le volcan de Sidoarjo ;
- deux jours avant l'éruption de boue, un séisme de magnitude 4 avait touché la zone. Il aurait fragilisé la zone et entraîné des failles permettant la remontée de gaz. Le forage aurait pu agir comme élément déclencheur. Cette thèse, qui ne met pas en cause la responsabilité de la société de forage, est retenue lors du procès, en 2009 : la justice indonésienne décide de l'acquittement de la société. Pour Davies, la distance entre l'épicentre du séisme (250 km) et le volcan ne peut pas expliquer un changement de pression suffisant pour une éruption[5].

## Conséquences

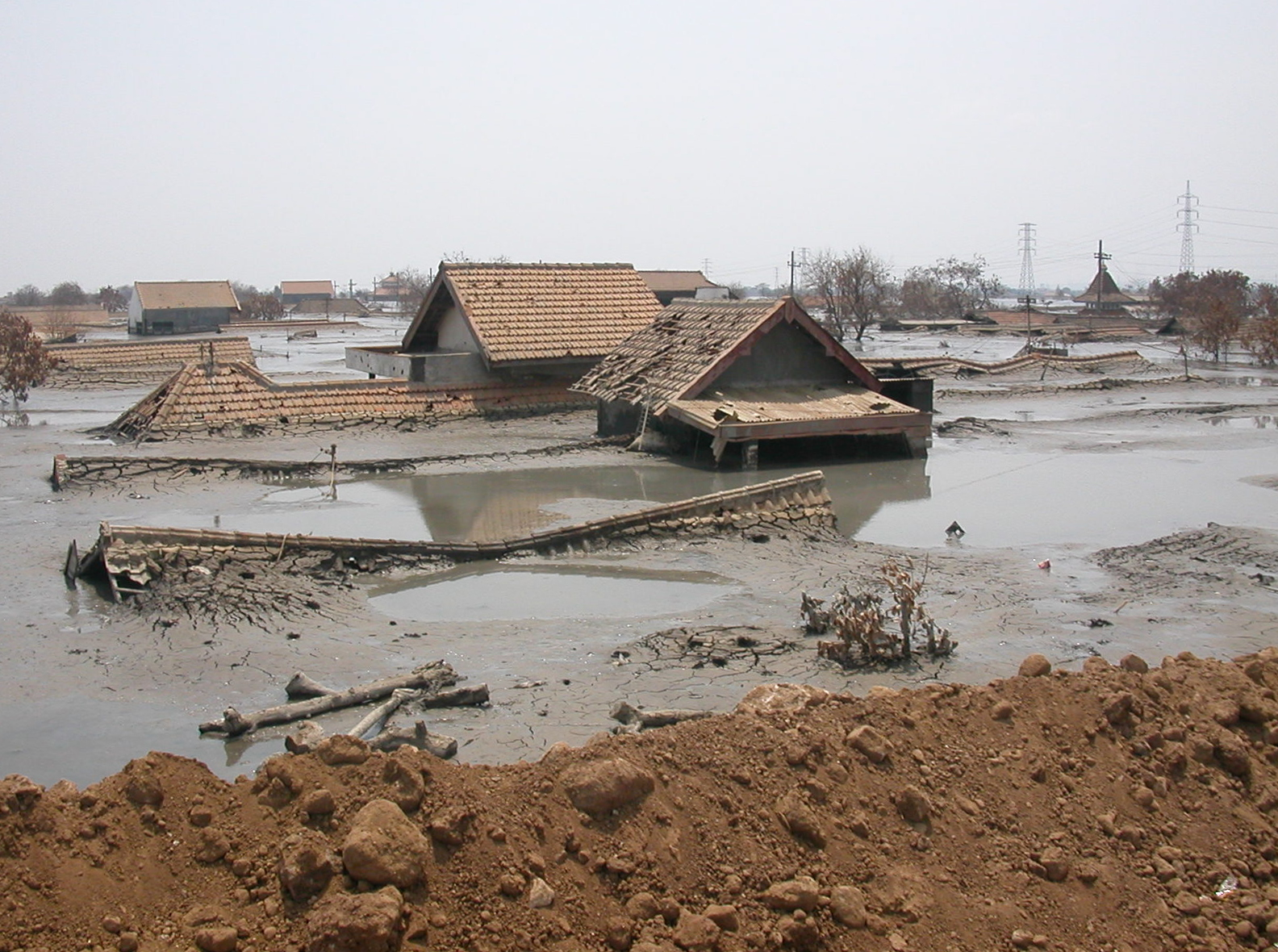
Maisons submergées par les coulées de boue.

Les ouvriers sur place construisent des digues autour du cratère, et des pelleteuses brassent la boue. Le courant ainsi créé entraîne la boue vers un dispositif qui, après l'avoir mélangée à de l'eau, la rejette dans la rivière. Aujourd'hui, le lit de la rivière a déjà diminué de moitié, et d'après les pêcheurs locaux, il n'y a plus de signes de vie. Néanmoins, les responsables de ce projet de « détournement » assurent qu'ils peuvent encore continuer à rejeter la boue dans la rivière durant une année[réf. nécessaire]. De plus, cette boue, chargée d'hydrocarbures et de métaux lourds, a contaminé les élevages de crevettes. Il en résulte que la production a beaucoup diminué, et plusieurs pays ont décidé de ne plus importer ces crevettes. La plupart des éleveurs sont désormais au chômage technique. Fin août 2010, selon le directeur du BPLS (l'organisme gouvernemental chargé de la prise en charge des conséquences de la catastrophe), la compagnie Lapindo a versé 20 % des sommes promises pour dédommager les victimes. Selon le décret présidentiel 48 de 2008 (Peraturan Presiden Nomor 48 Tahun 2008), qui fixe les conditions de dédommagement des victimes, celles-ci doivent percevoir 1,5 million de roupies par mètre carré détruit pour les habitations, un million par mètre carré non construit et 120 000 roupies par mètre carré de rizière.
En septembre 2010, la plupart des sinistrés vivent dans les villages voisins, dans des conditions de vie souvent déplorables. Par exemple, dans une échoppe aménagée pour l'occasion, ce sont 25 personnes qui cohabitent ; la plupart dorment à même le sol.
Une autre conséquence de ce volcan de boue est l'affaissement du sol : les digues construites se fissurent et menacent de céder à tout moment. Une ligne à haute tension, qui passe en plein milieu du lac de boue, s'enfonce également. Les ouvriers indonésiens sont obligés de rehausser inlassablement les digues et les poteaux électriques, au fur et à mesure de l'enfoncement dans le sol.

## Évolution
Des scientifiques prévoient que la boue pourrait continuer à se déverser pendant des décennies.
À la fin 2007, le volume de boue éjecté est de 50 000 m3 par jour et la surface recouverte est supérieure à 25 km2. L'éruption, encore mal expliquée, risque de continuer pendant un temps qu'on ne peut déterminer. À ce jour, tous les efforts pour l'arrêter ont échoué. En tout, cinq villages ont déjà été engloutis, ainsi qu'une autoroute, et plus de 15 000 personnes ont dû être déplacées. Fin août 2010, selon les calculs du gouvernement indonésien et de Lapindo, ce sont 640 hectares qui ont été touchés.
En juillet 2011, soit cinq ans après le début de l'éruption, le débit de boue rejeté constaté à la fin 2007 est stable, avec un volume de 50 000 m3 par jour. Ces émissions boueuses sont accompagnées d'un important dégazage de composés d'hydrocarbures à des doses très élevées. En plus d'intoxiquer les populations vivant à proximité — dont les déplacés installés dans des bidonvilles — ces gaz peuvent s'enflammer brusquement, provoquant alors des brûlures graves. En s'infiltrant dans le sol et en se déversant dans la rivière voisine, la boue pollue l'eau potable, fissure les bâtiments, assèche les champs et les rizières et détruit les élevages de crevettes.
En mai 2016, dix ans après, 25 000 m3 de boue sortent encore chaque jour du volcan.
En 2021, le volume de boue émis quotidiennement par le volcan était estimé à environ 10 000 à 15 000 mètres cubes par jour, ce qui est beaucoup moins que les quantités massives qui ont été émises dans les années qui ont suivi l'éruption initiale.
Cependant, il est important de noter que la quantité de boue émise peut varier considérablement d'un jour à l'autre, en fonction de divers facteurs, tels que la pression dans les conduits souterrains, les variations saisonnières de précipitations et d'autres facteurs environnementaux.